# Xantener Sommerfestspiele
Xantener Sommerfestspiele bezeichnete eine zwischen 1993 und 2012 jährlich – meist zwischen Juni und August – durch die „Arena-Theater GmbH“ ausgerichtete Freiluft-Veranstaltung im rekonstruierten Amphitheater der Colonia Ulpia Traiana des Archäologischen Parks in Xanten, vor den Toren der Stiftskirche St. Viktor und an der Freilichtbühne in Birten mit einem wechselnden Programm aus Ballett, Konzerten, Musicals, Opern und Theater.

## Entwicklung der Sommerfestspiele

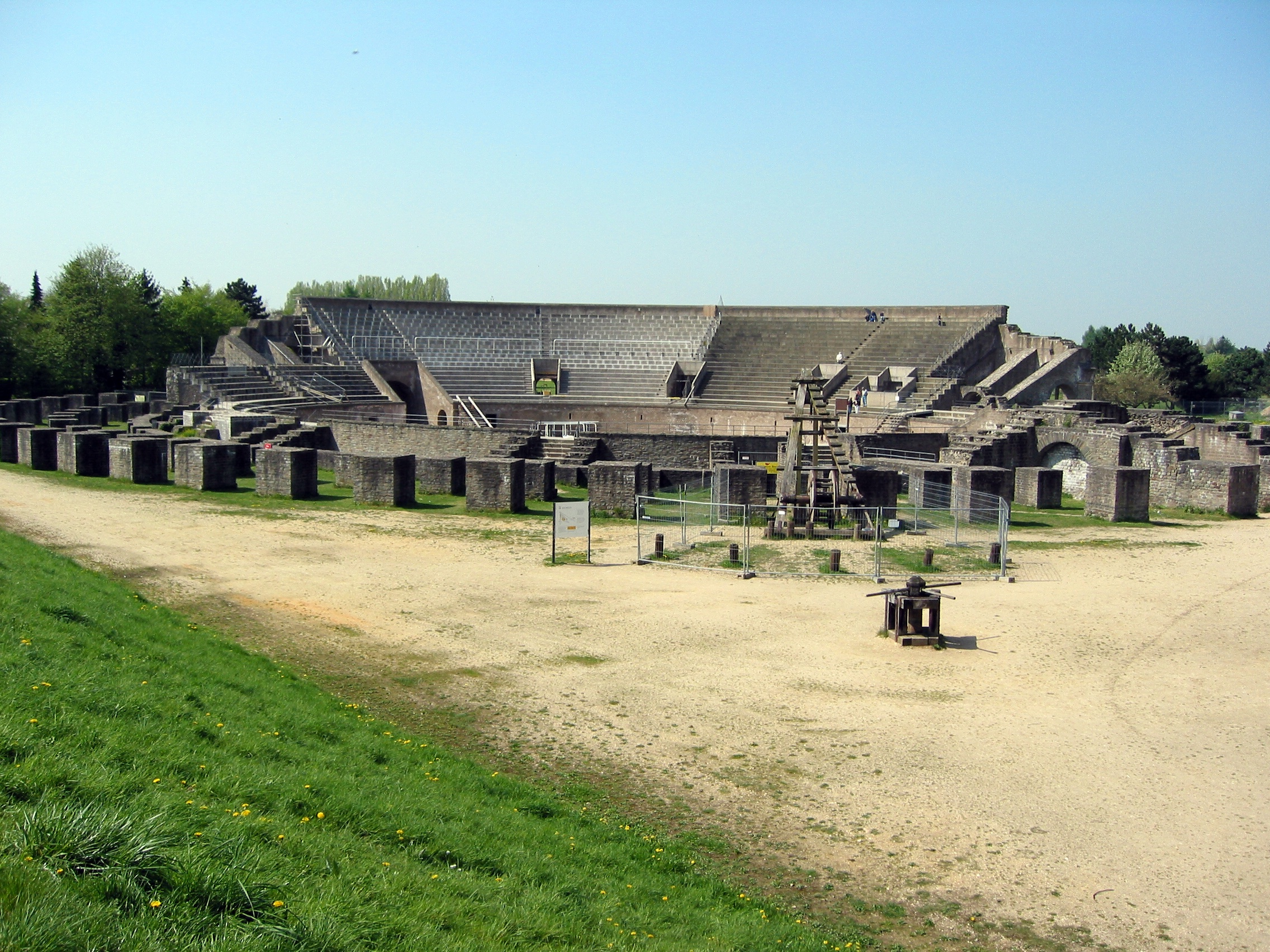
Amphitheater im APX

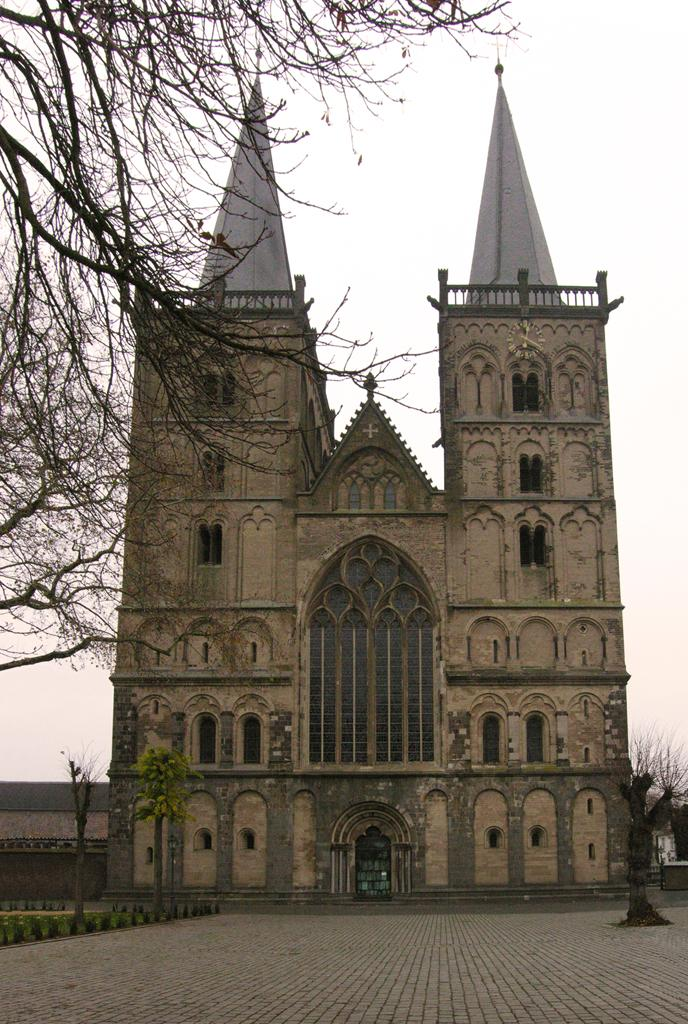
Stiftskirche St. Viktor

Erstmals ausgerichtet wurden die Sommerfestspiele 1983 mit Pjotr Iljitsch Tschaikowskis Ballett Schwanensee in der teilrekonstruierten römischen Arena des APX. Die ungewöhnliche Kulisse des Amphitheaters und die damit verbundene Atmosphäre avancierten daraufhin zum „Publikumsmagneten“ als in den Folgejahren unter anderem Ivan Rebroff, das Moskauer Bolschoi-Ballett und Mikis Theodorakis das Programm der Sommerfestspiele prägten.
Der bislang organisatorische Höhepunkt der Sommerfestspiele bestand in der Aufführung von Giuseppe Verdis Oper Aida mit weit über 250 Mitwirkenden zum 20. Jubiläum 2002. Neben Aufführungen von Aram Chatschaturjans Spartacus und Franz Lehárs Der Zarewitsch im Amphitheater wurde im gleichen Jahr die Freilichtbühne in Birten unter anderem mit der Aufführung von Carl Maria von Webers Der Freischütz als Spielort ins Programm aufgenommen. Der Nachfrage entsprechend wurde auch die Zahl der Zuschauerplätze im Amphitheater erhöht, welches nunmehr rund 2.500 Sitzplätze und je nach Veranstaltung 4.000 Stehplätze bietet.
Ab 2003 wurde schließlich auch der sogenannte Xantener Dom, die Stiftskirche St. Viktor, anlässlich des 775. Jubiläums der Verleihung der Stadtrechte Xantens Teil der Sommerfestspiele, indem auf dem Domplatz Hugo von Hofmannsthals Jedermann aufgeführt wurde. Seit 2006 wurde das Programm zusätzlich um zwei Veranstaltungen für Kinder ab 3 Jahren erweitert.
Begründet durch den Erfolg der Sommerfestspiele etablierte sich die Arena des APX auch abseits der Festspiele als Veranstaltungsort insbesondere für Konzerte und Musicals.

## Sommerfestspiele 2005
- Amphitheater des APX
  - Georges Bizets Carmen
  - Carl Orffs Carmina Burana
  - Andrew Lloyd Webbers Joseph
  - Operngala mit Lucia Aliberti

- Freilichtbühne Birten
  - Ralph Benatzkys Im weißen Rößl

- Stiftskirche St. Viktor
  - Hugo von Hofmannsthals Jedermann
  - Giuseppe Verdis Messa da Requiem

## Sommerfestspiele 2006
- Amphitheater des APX
  - Giuseppe Verdis Il trovatore
  - Giuseppe Verdis La traviata
  - ABBA and friends ...thank you for the music
  - Viva la Opera, Gala-Abend der Oper

- Freilichtbühne Birten
  - Johann Strauss’ Der Zigeunerbaron
  - Opern-Gala zum 250. Geburtstag von Wolfgang Amadeus Mozart

- Kindertheater im Amphitheater des APX:
  - Kleiner Eisbär wohin fährst du?
  - Tiger und Bär im Straßenverkehr

## Sommerfestspiele 2007
- Amphitheater des APX
  - Giuseppe Verdis Aida
  - Claude-Michel Schönbergs und Alain Boublils Les Misérables
  - Magic of the Dance (u. a. mit Byron Tuttle)
  - José Carreras

- Freilichtbühne Birten
  - Carl Zellers Der Vogelhändler

- Kindertheater auf der Freilichtbühne Birten:
  - Max und Moritz
  - Pippi in Taka-Tuka-Land